# Fronteira República Centro-Africana–República do Congo
A fronteira entre República Centro-Africana e o Congo é uma linha com um trecho sul-norte que segue num trecho oeste-leste, de 470 km de extensão, que separa o oeste do sul da República Centro-Africana do norte do território do Congo. No sudeste se inicia na tríplice fronteira Congo-República Centro-Africana-Camarões e vai até à outra tríplice fronteira, dos dois países com a República Democrática do Congo, ao longo dos rios Ubangui e Mbomou. Separa as prefeituras congolesas de Likouala e Sangha das regiões centro-africanas de Sangha-Mbaéré e Lobaye.
Ambas as nações, antigas colônias francesas, tiveram suas independências em 1960, quando foi definida essa fronteira.

## Descrição
A fronteira começa no oeste na tríplice fronteira com Camarões no Rio Sangha, e então continua por uma linha reta por terra em direção ao noroeste. Logo depois, prossegue por uma série de linhas irregulares ao norte, geralmente seguindo a divisória de águas Sangha-Ubangi, antes de virar em um amplo arco para o leste, e então continuar nessa direção seguindo amplamente a divisória de águas Ibenga-Bodingué. Em seguida, segue a divisória de águas Lobaye-Gouga até a tríplice fronteira da República Democrática do Congo na confluência do Gouga e Ubangi.